# Matsuri Arai
Matsuri Arai (荒井 祭里 (Arai Matsuri?); Itami, 18 gennaio 2001) è una tuffatrice giapponese.

## Carriera
Ha preso parte ai Campionati mondiali di nuoto/tuffi 2019, piazzandosi al nono posto in finale. Tale risultato le ha anche dato la qualificazione per le Olimpiadi di Tokyo 2020.